# آقای وقت‌شناس
آقای وقت‌شناس (انگلیسی: Clockwise) فیلمی است که در سال ۱۹۸۶ منتشر شد. از بازیگران آن می‌توان به جان کلیز، پنه‌لوپه ویلتون، و استیون مور اشاره کرد.